# Þóristindur
Þóristindur är en bergstopp i republiken Island. Den ligger i regionen Suðurland, 140 km öster om huvudstaden Reykjavík. Toppen på Þóristindur är 812 meter över havet, eller 251 meter över den omgivande terrängen. Bredden vid basen är 3,9 km.
Trakten runt Þóristindur är nära nog obefolkad, med mindre än två invånare per kvadratkilometer. Det finns inga samhällen i närheten. Trakten runt Þóristindur är ofruktbar med lite eller ingen växtlighet.